# Крістоф Бранднер
Крістоф Бранднер (нім. Christoph Brandner; нар. 5 липня 1975, Брук-ан-дер-Мур) — австрійський хокеїст, що грав на позиції . Грав за збірну команду Австрії.

## Ігрова кар'єра
Професійну хокейну кар'єру розпочав 1994 року.
2002 року був обраний на драфті НХЛ під 237-м загальним номером командою «Міннесота Вайлд».
Протягом професійної клубної ігрової кар'єри, що тривала 19 років, захищав кольори команд «Клагенфурт», «Крефельд», «Міннесота Вайлд», «Седертельє» та «Гамбург Фрізерс».
Виступав за збірну Австрії.

## Статистика
|                      | Сезони | І   | Г   | П  | О   | ШХ  |
| -------------------- | ------ | --- | --- | -- | --- | --- |
| АХЛ-Регулярний сезон | 7      | 251 | 120 | 70 | 190 | 139 |
| АХЛ-Плей-оф          | –      | –   | –   | –  | –   | –   |
| НХЛ-Регулярний сезон | 1      | 35  | 4   | 5  | 9   | 8   |
| НХЛ-Плей-оф          | –      | –   | –   | –  | –   | –   |
| ДХЛ-Регулярний сезон | 5      | 253 | 122 | 96 | 218 | 132 |
| ДХЛ-Плей-оф          | 4      | 32  | 15  | 12 | 27  | 24  |